# Junior Firpo
Héctor Junior Firpo Adamés (Santo Domingo, 10 mei 1996) is een Dominicaans-Spaans voetballer die doorgaans speelt als linksback. In juli 2025 verruilde hij Leeds United voor Real Betis. Firpo maakte in 2024 zijn debuut in het voetbalelftal van de Dominicaanse Republiek.

## Clubcarrière
Firpo werd geboren op de Dominicaanse Republiek, maar verhuisde als kind naar Spanje, waar hij achtereenvolgens in de jeugd speelde bij Atlético Benamiel, Tiro Pichón en Puerto Malagueño. In 2014 kwam de linksback in de opleiding van Real Betis terecht. In de zomer van 2017 verlengde hij zijn contract tot medio 2021. Zijn debuut in het eerste elftal maakte Firpo op 12 februari 2018, toen met 0–1 gewonnen werd van Deportivo de La Coruña door een treffer van Loren Morón. Firpo mocht van coach Quique Setién in de basis beginnen en hij speelde het gehele duel mee. Zijn eerste doelpunt volgde op 17 maart 2018. Op die dag opende hij na vierendertig minuten de score tegen Espanyol. Door doelpunten van Ryad Boudebouz en Francis Guerrero won Betis uiteindelijk met 3–0. Firpo verlengde zijn verbintenis in augustus 2018 tot medio 2023.
De linksback tekende in augustus 2019 een contract tot medio 2024 bij FC Barcelona, dat achttien miljoen euro voor hem betaalde aan Betis. Dat kreeg daarbij tot twaalf miljoen euro extra in het vooruitzicht aan eventuele bonussen. In zijn eerste seizoen kwam hij tot zeventien competitieoptredens voor Barcelona. Het jaar erna leverde maar zeven duels op in de Primera División. In de zomer van 2021 werd Firpo voor een bedrag van circa vijftien miljoen euro verkocht aan Leeds United, waar hij zijn handtekening zette onder een verbintenis voor de duur van vier seizoenen. Aan het einde van het seizoen 2022/23 degradeerde hij met Leeds naar het Championship. Zijn contract verliep in de zomer van 2025, waarna hij voor drie jaar tekende bij zijn oude club Real Betis.

## Clubstatistieken
| Seizoen | Club         | Competitie       | Competitie | Competitie | Beker | Beker | Internationaal | Internationaal | Totaal | Totaal |
| Seizoen | Club         | Competitie       | Wed.       | Dlp.       | Wed.  | Dlp.  | Wed.           | Dlp.           | Wed.   | Dlp.   |
| ------- | ------------ | ---------------- | ---------- | ---------- | ----- | ----- | -------------- | -------------- | ------ | ------ |
| 2017/18 | Real Betis   | Primera División | 14         | 2          | 0     | 0     | —              | —              | 14     | 2      |
| 2018/19 | Real Betis   | Primera División | 24         | 3          | 1     | 0     | 4              | 0              | 29     | 3      |
| 2019/20 | FC Barcelona | Primera División | 17         | 1          | 2     | 0     | 4              | 0              | 23     | 1      |
| 2020/21 | FC Barcelona | Primera División | 7          | 1          | 5     | 0     | 6              | 0              | 18     | 1      |
| 2021/22 | Leeds United | Premier League   | 24         | 0          | 3     | 0     | —              | —              | 27     | 0      |
| 2022/23 | Leeds United | Premier League   | 19         | 1          | 5     | 1     | —              | —              | 24     | 2      |
| 2023/24 | Leeds United | Championship     | 29         | 0          | 4     | 0     | —              | —              | 33     | 0      |
| 2024/25 | Leeds United | Championship     | 32         | 4          | 3     | 0     | —              | —              | 35     | 4      |
| 2025/26 | Real Betis   | Primera División | 0          | 0          | 0     | 0     | —              | —              | 0      | 0      |
| Totaal  | Totaal       | Totaal           | 166        | 12         | 23    | 1     | 14             | 0              | 203    | 13     |

Bijgewerkt op 22 juli 2025.

## Interlandcarrière
Firpo debuteerde in 2018 in Spanje –21, zijn eerste nationale jeugdelftal. Hiermee won hij een jaar later het EK –21 van 2019.
Hij maakte later zijn debuut in het voetbalelftal van de Dominicaanse Republiek op 23 maart 2024, toen een vriendschappelijke wedstrijd gespeeld werd tegen Aruba. Door doelpunten van Michael Sambataro en Erick Japa werd met 2–0 gewonnen. Firpo mocht van bondscoach Marcelo Neveleff in de basisopstelling beginnen en hij werd in de drieëntachtigste minuut gewisseld ten faveure van mededebutant Brayan Ademán (CD Laredo). De andere Dominicaanse debutanten dit duel waren Noam Baumann (OFI Kreta), Charbel Wehbe (Real Oviedo) en Luismi Quezada (Cibao FC). Firpo was voor het eerst trefzeker in een interland op 12 oktober 2024, op bezoek bij Antigua en Barbuda. Hij scoorde twee keer in de slotfase, waarmee hij de uitslag besliste op 0–5.
| Interlands van Junior Firpo voor Dominicaanse Republiek | Interlands van Junior Firpo voor Dominicaanse Republiek | Interlands van Junior Firpo voor Dominicaanse Republiek | Interlands van Junior Firpo voor Dominicaanse Republiek | Interlands van Junior Firpo voor Dominicaanse Republiek | Interlands van Junior Firpo voor Dominicaanse Republiek |
| №                                                       | Datum                                                   | Wedstrijd                                               | Uitslag                                                 | Competitie                                              | Goals                                                   |
| Als speler bij Leeds United                             | Als speler bij Leeds United                             | Als speler bij Leeds United                             | Als speler bij Leeds United                             | Als speler bij Leeds United                             | Als speler bij Leeds United                             |
| ------------------------------------------------------- | ------------------------------------------------------- | ------------------------------------------------------- | ------------------------------------------------------- | ------------------------------------------------------- | ------------------------------------------------------- |
| 1                                                       | 23 maart 2024                                           | Dominicaanse Republiek – Aruba                          | 2 – 0                                                   | Vriendschappelijk                                       |                                                         |
| 2                                                       | 26 maart 2024                                           | Peru – Dominicaanse Republiek                           | 4 – 1                                                   | Vriendschappelijk                                       |                                                         |
| 3                                                       | 6 juni 2024                                             | Jamaica – Dominicaanse Republiek                        | 1 – 0                                                   | WK 2026 kwalificatie                                    |                                                         |
| 4                                                       | 11 juni 2024                                            | Dominicaanse Republiek – Britse Maagdeneilanden         | 4 – 0                                                   | WK 2026 kwalificatie                                    |                                                         |
| 5                                                       | 7 september 2024                                        | Bermuda – Dominicaanse Republiek                        | 2 – 3                                                   | Nations League 2024/25                                  |                                                         |
| 6                                                       | 10 september 2024                                       | Dominicaanse Republiek – Dominicaanse Republiek         | 2 – 0                                                   | Nations League 2024/25                                  |                                                         |
| 7                                                       | 12 oktober 2024                                         | Antigua en Barbuda – Dominicaanse Republiek             | 0 – 5                                                   | Nations League 2024/25                                  | 88', 90+2' (pen.)                                       |
| 8                                                       | 15 oktober 2024                                         | Dominicaanse Republiek – Antigua en Barbuda             | 5 – 0                                                   | Nations League 2024/25                                  | 51'                                                     |
| 9                                                       | 16 november 2024                                        | Dominicaanse Republiek – Dominica                       | 6 – 1                                                   | Nations League 2024/25                                  |                                                         |
| 10                                                      | 19 november 2024                                        | Dominicaanse Republiek – Bermuda                        | 6 – 1                                                   | Nations League 2024/25                                  |                                                         |
| 11                                                      | 25 maart 2025                                           | Dominicaanse Republiek – Puerto Rico                    | 2 – 0                                                   | Vriendschappelijk                                       | 85' (pen.)                                              |

Bijgewerkt op 22 juli 2025.

## Erelijst
| Competitie   |           |           |           |           |
| Competitie   | Aantal    | Jaren     |           |           |
| Barcelona    | Barcelona | Barcelona | Barcelona | Barcelona |
| ------------ | --------- | --------- | --------- | --------- |
| Copa del Rey | 1         | 2020/21   |           |           |
| Spanje –21   |           |           |           |           |
| EK –21       | 1         | 2019      |           |           |